# Belgic (schip, 1885)
Deze SS Belgic was het tweede schip met deze naam, een stoomschip van de White Star Line. Ze werd te water gelaten op 3 januari 1885 in de Harland and Wolff Shipyards, in Belfast, en werd aan haar eigenaars opgeleverd op 7 juli 1885.
In 1899 werd het schip verkocht aan de Atlantic Transport Line, die het de naam Mohawk gaf. In 1902 werd het schip opgelegd en in 1903 gesloopt.